# جون كيسلر
جون كيسلر (بالإنجليزية: Jon Kessler)‏ هو فنان أمريكي، ولد في 1957 في يونكيرس في الولايات المتحدة.

## وصلات خارجية
- الموقع الرسمي